# Peter Zimmermann (Journalist)

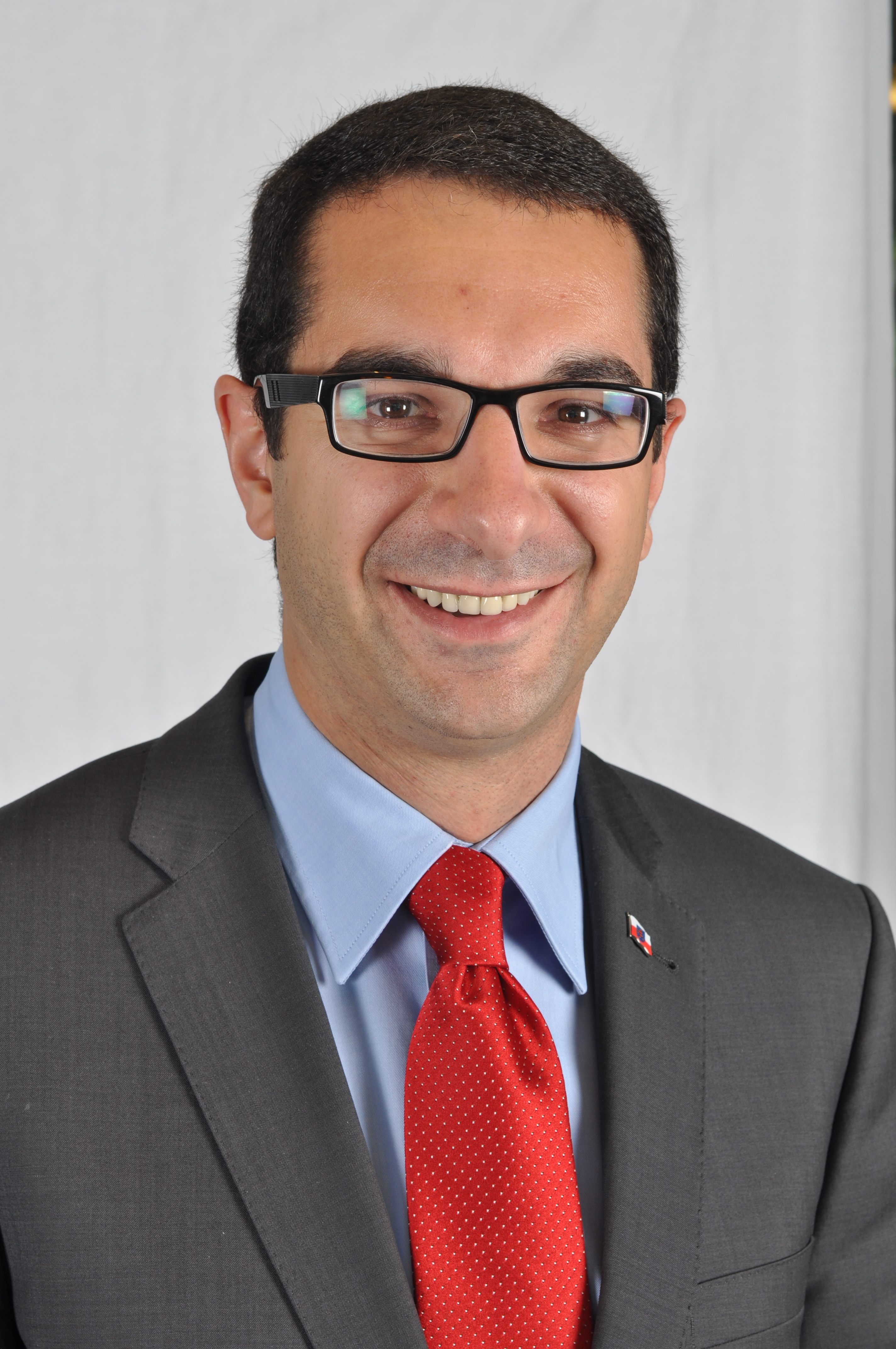
Peter Zimmermann (2011)

Peter Zimmermann (* 4. August 1975) ist ein deutscher Journalist, Manager sowie ehemaliger Regierungssprecher und Staatssekretär in den Landesregierungen von Sachsen und Thüringen.

## Biografie
Peter Zimmermann wuchs in Bautzen auf und legte dort seine Abiturprüfung ab. Nach dem Zivildienst absolvierte er ab 1995 eine journalistische Ausbildung im Bereich des privaten Hörfunks. Anschließend war er als Reporter, Moderator und Redakteur bei verschiedenen Sendern im privaten und öffentlichen Bereich tätig. 1998 wechselte er als Leiter Unternehmenskommunikation zur PSR-Mediengruppe und späteren Regiocast. Zeitgleich war Zimmermann als Sprecher der Arbeitsgemeinschaft der Privaten Rundfunksender sowie als stellvertretender Vorstandsvorsitzender des Medientreffpunkt Mitteldeutschland e.V. tätig. Von 2004 bis 2007 restrukturierte er als Geschäftsführer den Radiosender Landeswelle Thüringen in Erfurt und übernahm 2007 zusätzlich die Geschäftsführung der PSR-Mediengruppe in Leipzig. Im September 2007 ging er als Regierungssprecher und Staatssekretär in die sächsische Staatsregierung unter den Ministerpräsidenten Georg Milbradt und Stanislaw Tillich. Ab November 2009 war er in gleicher Funktion sowie als Staatssekretär für Medien im Freistaat Thüringen unter Ministerpräsidentin Christine Lieberknecht tätig. Gleichzeitig war er von 2009 bis 2013 Aufsichtsratsvorsitzender der Mitteldeutschen Medienförderung und Mitglied des Rundfunkrates des Mitteldeutschen Rundfunks. Als sein geplanter Wechsel zurück in die Wirtschaft bekannt geworden war, wurde er zum 1. Juli 2013 zunächst in den Ruhestand versetzt. Nachdem sich um seine Pensionsansprüche eine mediale Kontroverse entwickelt hatte, beantragte er seine Entlassung aus dem Amt.

## Leben nach der Politik
Im Jahr 2013 übernahm Zimmermann als Vorsitzender der Geschäftsführung die Leitung des Leipziger Internetkonzerns Unister. 2015 verließ er das Unternehmen und übernahm die Beratungsagentur Wolffberg Management Communication (ehem. Westend Communication).